# 弗德馬先生案例的真相
《弗德馬先生案例的真相》是一部由愛倫·坡於1845年所著的短篇小說，當時發佈在期刊The Broadway Journal上。

## 故事簡介
身患肺結核的弗德馬先生甘願成為主角的實驗對象，主角是一名催眠師，希望了解催眠能否推遲死亡。在弗德馬先生死前，主角向他施行了催眠，弗德馬先生進入了催眠狀態，一直到他死亡。不過死亡未能解除他的催眠狀態，他仍能回答催眠者的問題，並且告訴催眠者自己已經死了。這種狀態維持了十個月，主角向弗德馬先生解除催眠，弗德馬先生立即發為一灘臭水。